# El secreto del Unicornio
El secreto del Unicornio (original en francés: Le Secret de la Licorne) es el undécimo álbum de Las aventuras de Tintín, la serie de cómics del dibujante belga Hergé. La historia fue serializada diariamente en Le Soir, el principal periódico francófono de Bélgica, desde junio de 1942 hasta enero de 1943 en medio de la ocupación alemana de Bélgica durante la Segunda Guerra Mundial. La historia gira en torno al joven periodista Tintín, su perro Milú y su amigo el capitán Haddock, que descubren un enigma dejado por el antepasado de Haddock, el caballero Francisco de Hadoque del siglo XVII, que podría llevarlos al tesoro escondido del pirata Rackham el Rojo. Para desentrañar el enigma, Tintín y Haddock deben obtener tres modelos idénticos del navío de don Francisco, el Unicornio, pero descubren que unos criminales también están detrás de estas naves modelo y están dispuestos a matar para poder obtenerlas.
El secreto del Unicornio fue un éxito comercial y fue publicado en forma de libro por Casterman poco después de su conclusión. Hergé concluyó el arco iniciado en esta historia con El tesoro de Rackham el Rojo, mientras que la serie se convirtió en una parte definitoria de la tradición del cómic franco-belga. El secreto del Unicornio siguió siendo el favorito de Hergé de sus propias obras hasta crear Tintín en el Tíbet (1960). La historia fue adaptada para la serie animada de Belvision de 1957, Hergé's Adventures of Tintin, para la serie animada de 1991 Las aventuras de Tintín de Ellipse y Nelvana, y para el largometraje Las aventuras de Tintín: el secreto del Unicornio (2011), dirigida por Steven Spielberg.

## Argumento

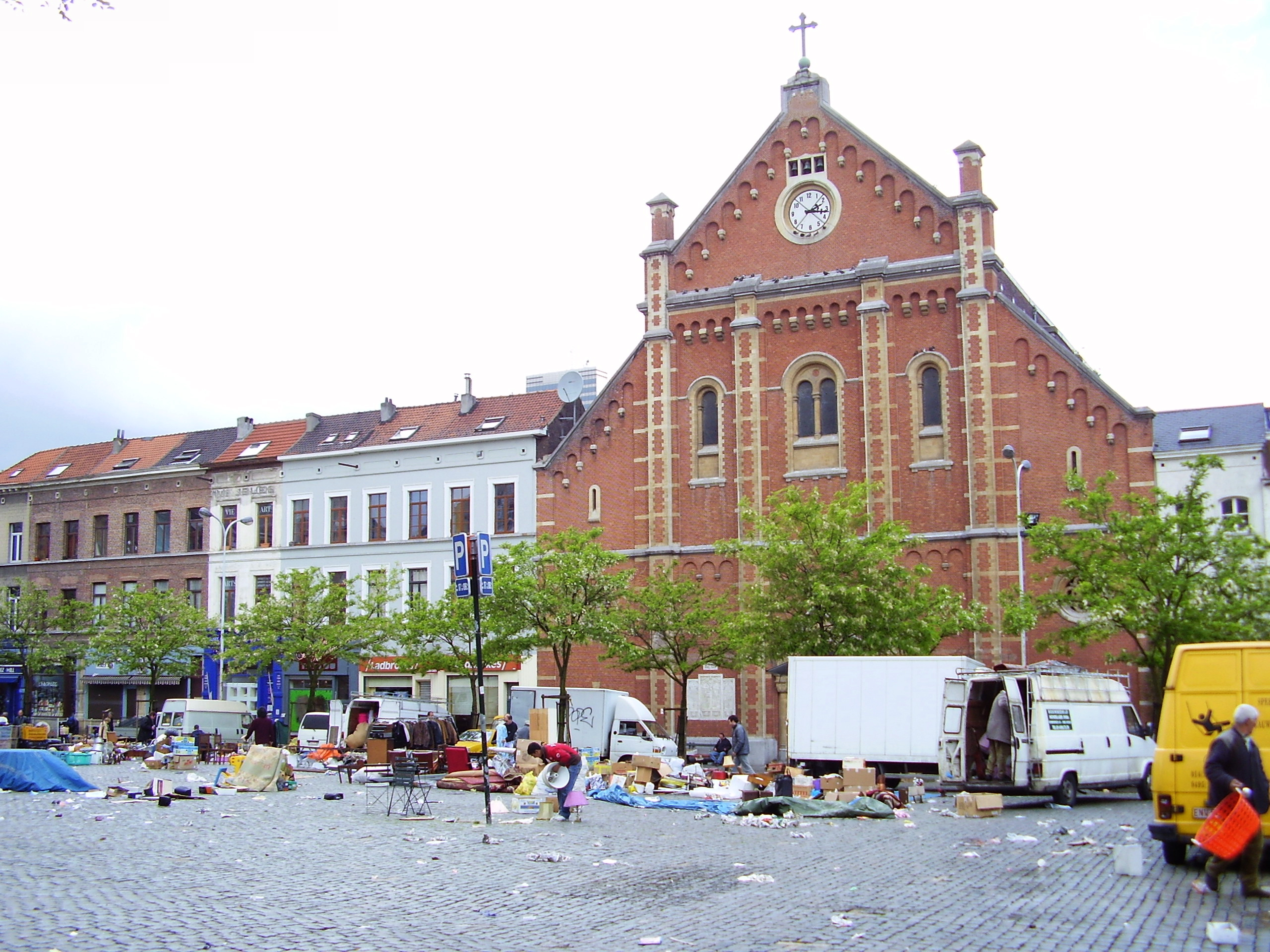
La Iglesia de la Inmaculada, de Bruselas, y el mercadillo de la plaza de Jeu de Balle, en el que se inspira el de la historieta.

Hernández y Fernández acuden al Mercado Viejo para investigar una misteriosa serie de robos de carteras. Allí se encuentran con Tintín, quien adquiere en el mercado la maqueta de un barco. Poco después de comprar el regalo, es abordado por dos individuos que le hacen ofertas por la maqueta. El primero es un tal Ivan Ivanovitch Sakharine; el segundo, cuyo nombre se ignora todavía, resulta ser un tal Bernabé. Poco después Tintín recibe en su domicilio la visita de Sakharine, quien sigue intentando comprar el barco. Tintín se niega de nuevo. Milú derriba accidentalmente el barco y rompe el mástil, y cuando Tintín está arreglando los desperfectos llega el capitán Haddock, quien queda muy sorprendido al ver el barco. Lleva a Tintín a su casa y le enseña un cuadro en el que aparece el mismo barco, llamado el Unicornio, tras un retrato de un antepasado de Haddock, el caballero Francisco de Hadoque, que vivió en la época de Luis XIV. Tintín regresa a casa, y descubre que el barco ha desaparecido. Acude a indagar a casa de Ivan Ivanovitch Sakharine, y descubre que este posee un modelo de barco idéntico al que le han sustraído (no es el mismo, ya que el mástil no está roto). Al regresar a su casa, lo encuentra todo revuelto, señal de que el que sustrajo el barco ha regresado en busca de algo más.

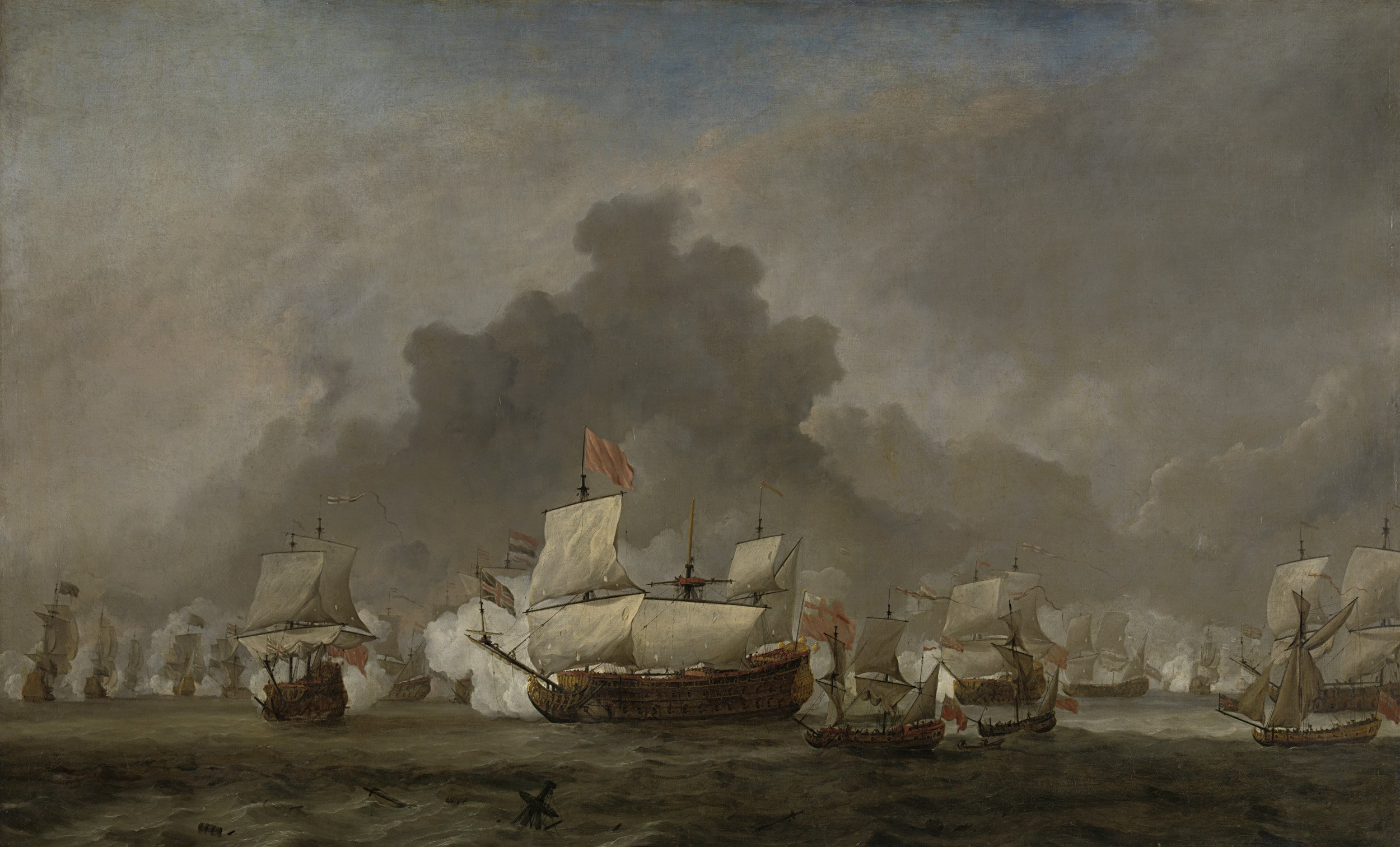
Batalla de Solebay de 1672, en la que participó el oficial inglés Richard Haddock, inspiración para Francisco de Hadoque.

Al día siguiente, cuando está poniendo orden en su casa, Tintín descubre un extraño pergamino con un mensaje en clave. Deduce que se encontraba oculto en el mástil de la maqueta del Unicornio, y se dirige a casa del capitán Haddock para hacerle partícipe de su descubrimiento. Cuando llega, la puerta está cerrada y Haddock no responde a las llamadas de Tintín, quien opta por derribar la puerta, y se encuentra a su amigo, bastante borracho, tocado con un sombrero semejante al de su antepasado del cuadro, y blandiendo un sable. Haddock le cuenta que ha estado leyendo las memorias del caballero de Hadoque, y empieza a narrar (y a escenificar, al mismo tiempo, a veces con grave perjuicio del mobiliario), acompañándose de varios tragos de una botella de whisky, el enfrentamiento de su antepasado con un famoso pirata, Rackham el Rojo. De la historia se deduce que su antepasado conocía el emplazamiento del tesoro de este pirata. Además, en las memorias del caballero de Hadoque figura una especie de testamento en que él lega a sus hijos tres modelos de su barco, el Unicornio, con la indicación de que moviendo el palo mayor llegarán a saber toda la verdad.
Tintín deduce rápidamente que el pergamino que ha encontrado en su casa es uno de los tres que hay ocultos en esos tres modelos de barco, y que todos juntos servirán para conocer el lugar en que se encuentra el tesoro. Sin embargo, cuando va a enseñárselo a Haddock, descubre que se lo han robado, ya que le ha desaparecido la cartera. Entonces, Tintín y Haddock deciden visitar a Sakharine, que posee otra de las tres maquetas del barco del caballero de Hadoque. Lo encuentran desvanecido, y descubren que el mástil de su reproducción del Unicornio está vacío: alguien se ha llevado el pergamino correspondiente. Cuando se recupera, les cuenta que ha sido visitado por un hombre en el que Tintín reconoce al que intentaba comprarle el barco en el Mercado Viejo. Cuando salen de allí, son abordados por ese mismo hombre, pero le disparan desde un automóvil, y cae gravemente herido. Antes de perder el conocimiento, señala de forma enigmática a unos gorriones.
Hernández y Fernández logran recuperar varias de las carteras robadas, entre ellas las de Tintín, con lo cual este recupera el pergamino encontrado en su maqueta del Unicornio. Sin embargo, poco después es secuestrado por unos enigmáticos personajes que lo encierran en una especie de cripta, en algún lugar del campo. Logra escapar de la cripta y encuentra un almacén lleno de antigüedades. Sus secuestradores son en realidad los hermanos Luis y Rogelio Pájaro, anticuarios, y se encuentra en el Castillo del Molino. Tanto los Pájaro como su mayordomo, Néstor (que terminará convirtiéndose en el mayordomo del capitán Haddock al final del siguiente álbum), intentan atrapar a Tintín, sin conseguirlo. Tintín logra telefonear al capitán para pedir ayuda, y escapa del castillo, perseguido de cerca por sus secuestradores y por Néstor. Después de muchas peripecias, el reportero consigue dominar a sus secuestradores, con la ayuda de Milú y del capitán Haddock, que aparecen en el último momento. Uno de los hermanos Pájaro o Ave logra huir.
Cuando Hernández y Fernández detienen a Celestino Panza, el ladrón de carteras y cleptómano que no puede resistir la tentación de robar estos accesorios, Tintín encuentra la cartera de uno de los hermanos Pájaro, con lo que logra reunir los tres pergaminos. Juntos, indican unas coordenadas de latitud y longitud —exactamente 20°37'42.0" N 70°52'15.0" W—, que permitirán a Haddock y Tintín iniciar la búsqueda del tesoro del pirata Rackham el Rojo.

## Historia

### Contexto y antecedentes
En medio de la ocupación alemana de Bélgica durante la Segunda Guerra Mundial, Hergé había aceptado un puesto de trabajo para Le Soir, el periódico francófono más leído de Bélgica. Confiscados a sus dueños originales, las autoridades alemanas permitieron que Le Soir volviera a abrir bajo la dirección del editor belga Raymond de Becker, aunque permaneció firmemente bajo el control nazi, apoyando el esfuerzo bélico alemán y defendiendo el antisemitismo.
Después de unirse a Le Soir el 15 de octubre de 1940, Hergé se convirtió en editor de su nuevo suplemento infantil Le Soir Jeunesse, con la ayuda del viejo amigo Paul Jamin y el dibujante Jacques Van Melkebeke, antes de que la escasez de papel obligara a serializarlo diariamente en las páginas principales de Le Soir. Algunos belgas estaban molestos de que Hergé estuviera dispuesto a trabajar para un periódico controlado por la administración nazi de ocupación, aunque estaba muy atraído por el tamaño del número de lectores de Le Soir, que llegó a 600 000. Enfrentado a la realidad de la supervisión nazi, Hergé abandonó los temas políticos manifiestos que habían ocupado gran parte de su trabajo anterior, y adoptó una política de neutralidad. Sin la necesidad de satirizar los tipos políticos, el productor de entretenimiento y autor Harry Thompson observó que "Hergé ahora se estaba concentrando más en la trama y en desarrollar un nuevo estilo de comedia de personajes. El público reaccionó positivamente".

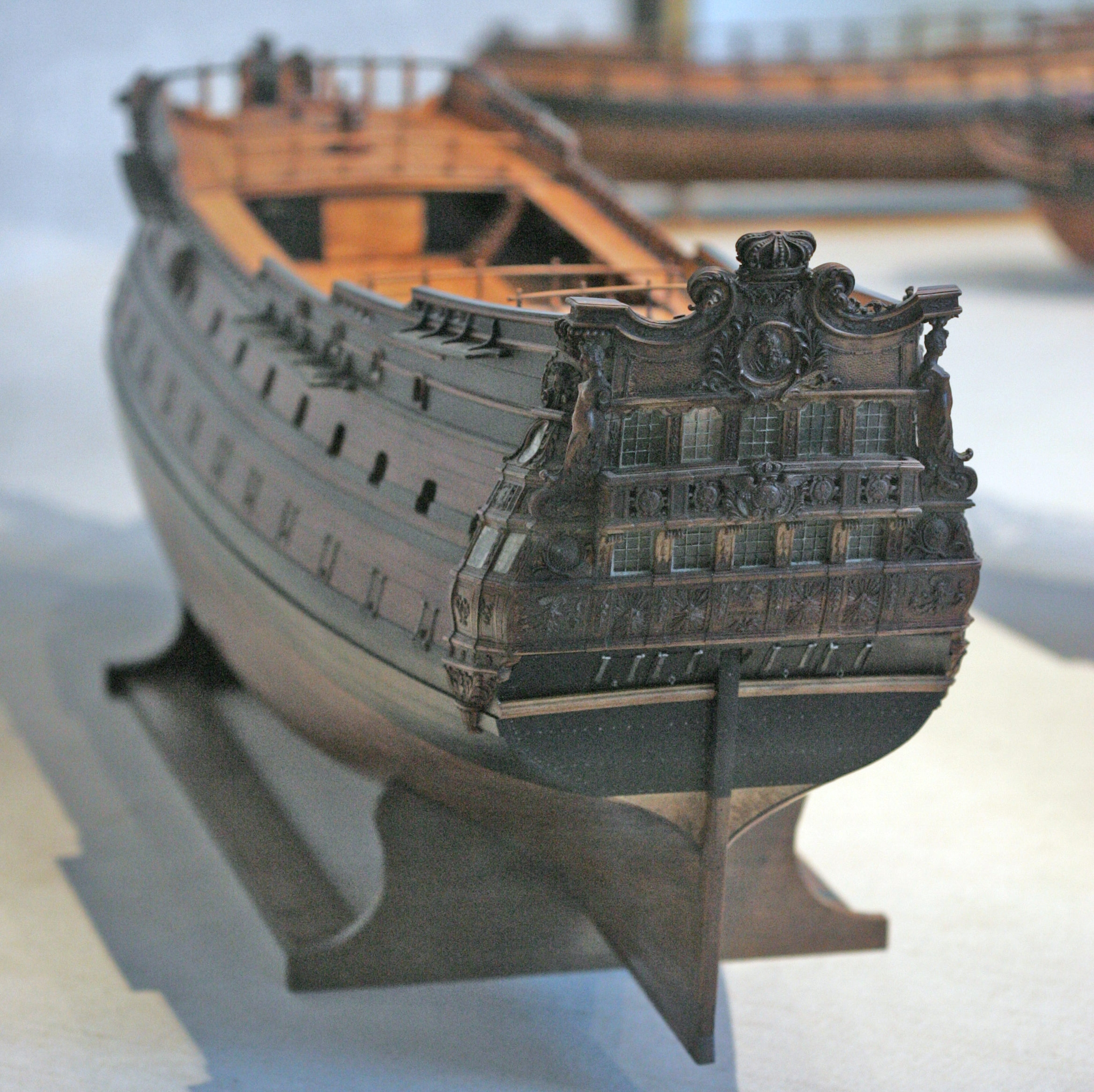
Modelo del Brillant, buque del Luis XIV que inspiró a Hergé para dibujar el Unicornio.

El secreto del unicornio fue el primero de Las aventuras de Tintín en el que Hergé había colaborado en gran medida con Van Melkebeke; el biógrafo Benoît Peeters sugirió que Van Melkebeke debería considerarse el "coguionista" de la historia. Fueron las discusiones de Hergé con Van Melkebeke las que lo llevaron a elaborar una historia más compleja que la que tenía en aventuras anteriores. Van Melkebeke había sido fuertemente influenciado por las novelas de aventuras de escritores como Jules Verne y Paul d'Ivoi, con esta influencia siendo evidente a lo largo de la historia. La inclusión de tres pergaminos ocultos tiene un paralelismo con la historia de Verne de 1867, Los hijos del capitán Grant, que Van Melkebeke le había recomendado a Hergé. Hergé reconoció la contribución de Van Melkebeke al incluir un cameo de él en la escena del mercado al comienzo de la historia; esto era particularmente apropiado ya que Van Melkebeke había comprado sus libros en el Viejo Mercado de Bruselas cuando era niño.
El secreto del unicornio fue la primera mitad de un arco argumental de dos partes que concluyó en la siguiente aventura, El tesoro de Rackham el Rojo. Este arco fue el primero que Hergé utilizó desde Los cigarros del faraón y El loto azul (1934-36). Sin embargo, como relató el experto en Tintín Michael Farr, mientras que Los cigarros del faraón y El loto azul habían sido en gran medida "autosuficientes y autónomos", la conexión entre El secreto del unicornio y El tesoro de Rackham el Rojo estaría mucho más cercana.
En trabajos anteriores, Hergé había recurrido a una variedad de fuentes pictóricas, como recortes de periódicos, para dibujar las escenas y los personajes; para El secreto del unicornio, recurrió a una variedad sin precedentes de estas fuentes. Al dibujar muchos de los buques antiguos, Hergé consultó inicialmente el recientemente publicado L'Art et la Mer («El arte y el mar») de Alexandre Berqueman. En busca de representaciones más precisas de antiguos buques de guerra, Hergé consultó a un amigo suyo, Gérard Liger-Belair, propietario de una tienda de Bruselas especializada en modelos de barcos. Liger-Belair produjo planos de un barco de guerra francés de cincuenta cañones del siglo XVII para que Hergé los copiara; Le Brillant, que había sido construido en Le Havre en 1690 por el carpintero Salicon y luego decorado por Jean Bérain el Viejo.
También estudió otras embarcaciones de la época, como Le Soleil Royal, La Couronne, La Royale y Le Reale de France, para comprender mejor el diseño de barcos del siglo XVII. Fue del Le Reale de France que obtuvo una base para su diseño del bote alegre del Unicornio. Ningún barco llamado Unicornio fue incluido en los anales de la Marina francesa, pero Hergé tomó el nombre de una fragata británica que había estado activa a mediados del siglo XVIII; el mascarón de proa del unicornio de la nave ficticia también fue adoptado de la fragata.
El personaje de Rackham el Rojo fue inspirado en parte por Jack Rackham, un pirata ficticio que apareció en una historia junto a las piratas femeninas Anne Bonny y Mary Read que Hergé encontró en una edición de Dimanche-Illustré en noviembre de 1938. El aspecto y el vestuario de Rackham el Rojo también se inspiraron en el personaje, Lerouge, que aparece en la novela de C. S. Forester, El capitán de Connecticut, y por el bucanero francés del siglo XVII, Daniel Montbars. El nombre del «Castillo del Molino» —Moulinsart en francés— se basó en el nombre de la verdadera ciudad belga, Sart-Moulin. En la edición en español fue la única aventura en la que la casa aparece denominada como «Castillo del Molino»; en todas las siguientes aparecerá referida como el original, Moulinsart. El diseño real del edificio se basó en el Château de Cheverny, aunque con las dos alas exteriores fueron retiradas. Al presentar a Francisco de Hadoque en la historia, Hergé hizo del Capitán Haddock el único personaje de la serie (excepto Serafín Latón, presentado más adelante) para tener una familia y un linaje. El secreto del unicornio estaba ambientado enteramente en Bélgica y fue la última aventura que se montó allí hasta Las joyas de la Castafiore. También sería la historia favorita de Hergé hasta Tintín en el Tíbet.

### Realismo histórico

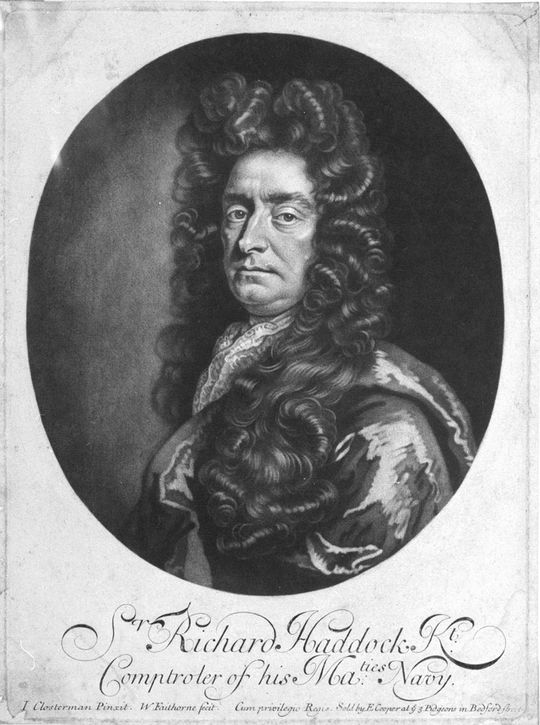
Retrato de Sir Richard Haddock en el.

Después de publicar el libro, Hergé se enteró de que en realidad había habido un almirante Haddock que había servido en la Marina Real británica durante el final del siglo XVII y principios del XVIII: Sir Richard Haddock (1629-1715). Richard Haddock estaba a cargo del Royal James, el buque insignia del conde de Sandwich durante la Batalla de Solebay de 1672, la primera batalla naval de la Tercera Guerra Anglo-Holandesa. Durante la lucha, el Royal James fue incendiado y Haddock escapó, pero tuvo que ser rescatado del mar, tras lo cual su valor fue reconocido por el monarca británico, el rey Carlos II. Posteriormente tomó el mando de otro barco, el Royal Charles, antes de convertirse en administrador naval en su vida posterior. El abuelo del almirante Haddock, también llamado Richard, comandó la nave de la línea HMS Unicorn durante el reinado del rey Carlos I.
Otro individuo conocido como capitán Haddock había vivido en este período, que había comandado un brulote, el Anne and Christopher. David Ogg registró que este capitán y su barco habían sido separados de su escuadrón mientras se encontraban en el mar, por lo que atracaron en Málaga para comprar bienes que podrían llevarse de vuelta a Gran Bretaña y venderse para obtener ganancias. Para esta acción, Haddock fue llevado ante un tribunal de almirantazgo en 1674, donde se le ordenó perder todas las ganancias de la transacción y suspendido de su mando durante seis meses.

### Publicación
Le Secret de La Licorne comenzó la serialización como una tira diaria en el periódico Le Soir del 11 de junio de 1942. Como en aventuras anteriores, comenzó la serialización en el periódico católico francés Cœurs Vaillants, del 19 de marzo de 1944. En Bélgica, se publicó en un libro de 62 páginas en Casterman en 1943. Ahora totalmente coloreado, el libro incluía un nuevo diseño de portada creado por Hergé después de haber completado la serialización original de la historia, junto con seis grandes dibujos a color. La primera impresión vendió 30 000 copias en la Bélgica francófona.
El secreto del Unicornio y El tesoro de Rackham el Rojo fueron las dos primeras aventuras de Tintín publicadas en traducciones al inglés para el mercado británico. Publicado por Casterman, estas dos ediciones se vendieron mal y desde entonces se han convertido en objetos de coleccionista raros. Ambas historias serían republicadas para el mercado británico siete años más tarde, esta vez por Methuen con nuevas traducciones proporcionadas por Michael Turner y Leslie Lonsdale-Cooper. En la traducción al inglés, Sir Francis Haddock fue descrito como sirviendo al monarca británico Carlos II, en contraste con la versión original en francés, en la que sirve al rey francés Luis XIV. En España, se publicó por primera vez en 1957 en la revista 3 amigos.
Los editores daneses de la serie, Carlsen, más tarde localizaron un modelo de un barco danés de principios del siglo XVII llamado Enhjørningen («Unicornio») que le dieron a Hergé. Construido en 1605, Enhjørningen había naufragado en el intento 1619-20 del explorador Jens Munk de navegar por el Paso del Noroeste.

## Acogida de la crítica
El secreto del Unicornio se parecía a las primeras Aventuras de Tintín en su uso del estilo, color y contenido, lo que llevó a Harry Thompson a señalar que "incuestionablemente" pertenece a la década de 1930, considerándolo como "el último y mejor de los misterios detectivescos de Hergé". Afirmó que esta historia y El tesoro de Rackham el Rojo marcaron la tercera y central etapa de la "carrera de Tintín", y también afirmó que, aquí, Tintín se convirtió de un reportero a un explorador para lidiar con el nuevo clima político. Además, agregó su opinión de que era "la más exitosa de todas las aventuras de Tintín". Jean-Marc Lofficier y Randy Lofficier afirmaron que don Francisco de Hadoque fue "el mejor personaje realizado" en la historia, por el contrario describieron a los hermanos Pájaro como "villanos relativamente poco inspirados". Continuaron declarando que el arco del Tesoro de El secreto del Unicornio-El tesoro de Rackham el Rojo representa "un punto de inflexión" para la serie, ya que desplaza la atención del lector de Tintín a Haddock, que se ha convertido "por mucho, en el personaje más interesante". Elogiaron la "narración verdaderamente excepcional" de El secreto del Unicornio, y finalmente le otorgaron una calificación de cuatro sobre cinco.
Phillipe Goddin comentó sobre la escena en la historia en la que Haddock relata la vida de su antepasado, afirmando que el lector "proyecta alternativamente hacia el presente y el pasado con una maestría asombrosa. Los períodos se entrelazan, se enriquecen mutuamente, se amplifican y se casan en una fluidez deslumbrante. Hergé estaba en el apogeo de sus poderes".
El biógrafo de Hergé, Benoît Peeters, afirmó que tanto El secreto del Unicornio como El tesoro de Rackham el Rojo "tienen una posición crucial" en Las aventuras de Tintín, ya que establecen el "universo de Tintín" con su conjunto principal de personajes. Centrándose en el antiguo cómic, lo describió como uno de los "mayores éxitos narrativos" de Hergé a través de la manera en que entrelaza tres tramas separadas. Sintió que si bien los elementos religiosos habían estado presentes en las historias anteriores, eran aún más fuertes en El secreto del Unicornio y su secuela, algo que atribuyó a la influencia de Van Melkebeke. Por otra parte, afirmó que "explora este preludio con extraordinario virtuosismo narrativo".
El biógrafo Pierre Assouline declaró que la historia estaba "claramente influenciada... en espíritu, si no en detalle" por el libro de Robert Louis Stevenson, La isla del tesoro, en el sentido de que "parecía satisfacer la necesidad del escapismo". Describió la aventura como "un nuevo desarrollo en el trabajo de Hergé, un vuelo de lo tópico a lo épico de las aventuras de piratas en horizontes lejanos". Assouline también expresó la opinión de que la figura ancestral de don Francisco de Hadoque reflejaba el intento de Hergé de incorporar uno de los secretos de su familia, que tenía un ancestro aristocrático, en la historia.
Michael Farr creía que el factor "más notable" del libro era su presentación de don Francisco de Hadoque, destacando que en sus gestos y representación visual, es "apenas distinguible" del Capitán Haddock. También destacó que las escenas en las que el capitán Haddock relata la historia de su antecesor continúan con la "fusión de sueños y realidad" con la que Hergé "experimentó" en El cangrejo de las pinzas de oro y La estrella misteriosa. Señalando que a diferencia de La estrella misteriosa, este arco de dos libros contiene "apenas una alusión a la ocupación y la guerra", elogió la narración del arco como "perfectamente marcada, sin esa sensación de prisa" presente en algunos de los trabajos anteriores de Hergé.
En su estudio psicoanalítico de Las aventuras de Tintín, el académico Jean-Marie Apostolidès caracterizó El secreto del Unicornio-El tesoro de Rackham el Rojo como el de los personajes de una "búsqueda del tesoro que resulta ser al mismo tiempo una búsqueda de sus raíces". Afirmó que el arco profundiza en la ascendencia de Haddock, y al hacerlo "se ocupa de los significados de las relaciones simbólicas dentro de la vida personal". Hablando sobre el personaje de don Francisco de Hadoque, afirma que esta figura ancestral se parece tanto a Tintín como a Haddock, "el expósito y el bastardo", convirtiéndose así en hermanos dúo y amigos cercanos. Agrega que cuando el Capitán Haddock recrea la lucha de su antepasado con Rackham, adopta su "misma alma, su maná, y se transforma en el proceso". Comparando a don Francisco de Hadoque con Robinson Crusoe, también hace una comparación entre el camino que los nativos del Caribe deificaron a don Francisco de Hadoque erigiéndole una estatua de la misma manera que los congoleños deificaron a Tintín al final de Tintín en el Congo. Apostolidès también apunta a Rackham el Rojo, ya que el nombre «Rojo» evoca "el color prohibido de la sangre y el vino", mientras que «Rackham» combina raca («hermano falso» en arameo) con la palabra francesa para «escoria» (racaille), y luego destaca un potencial vínculo entre el nombre de Rackham y el de Rascar Capac, una momia inca que aparece en Las 7 bolas de cristal. Además, establece paralelismos entre las naves modelo que contienen los pergaminos secretos con el fetiche Arumbaya que contiene un diamante raro que aparece en La oreja rota.
El crítico literario Tom McCarthy destacó la escena en la que Tintín fue encarcelado en la cripta de Castillo del Molino, y observó que tenía un paralelismo con la exploración de Tintín de las tumbas y otras cámaras secretas a lo largo de la serie. Identificó el misterio que quedaba en los pergaminos de Francisco de Hadoque como otra aparición de las aventuras de Tintín "enmarcadas por enigmas". A esto agrega que al resolver el enigma, Tintín demuestra que es "el mejor lector" de la serie, y es esto lo que lo establece como "el héroe de la obra". McCarthy elogió a Celestino Panza, el cleptómano, como uno de los personajes fundamentales de la serie que puede "exudar una presencia mucho más allá de lo que podríamos esperar de un novelista, y mucho menos de un dibujante".
Pierre Fresnault-Deruelle discutió la escena en la que Tintín fue encarcelado en la cripta de Castillo del Molino. Dijo que en esta sección, "Hergé nos ofrece una historia incrustada, una especie de interludio en el que el artista, dejando de lado el valor de uso de los objetos, se toma la libertad de otorgarles poderes maliciosos, como un cierto surrealismo".

## Adaptaciones

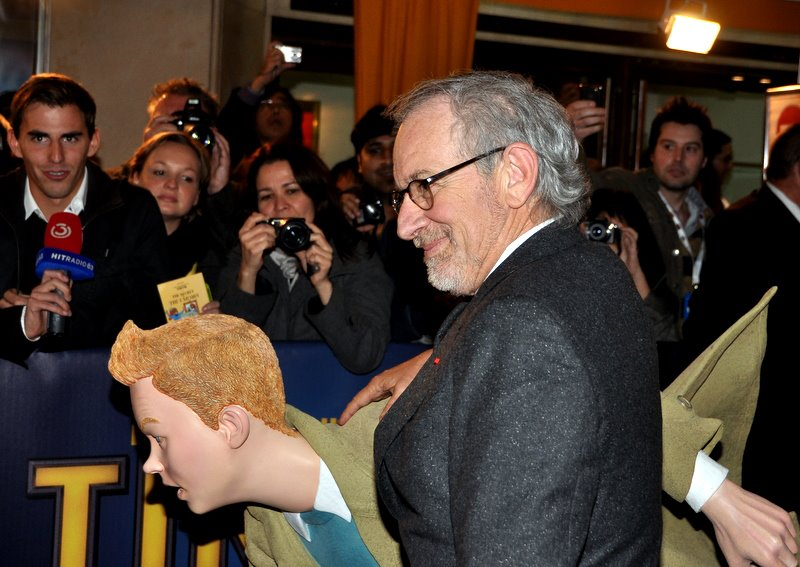
Steven Spielberg y una figura de Tintín el día del estreno en Francia de la película Las aventuras de Tintín: el secreto del Unicornio en París, el 22 de octubre de 2011.

En 1957, la compañía de animación Belvision Studios produjo Les Aventures de Tintin, d'après Hergé, una serie de adaptaciones de color diarias de cinco minutos basadas en los cómics originales de Hergé. El secreto del Unicornio fue el cuarto en ser adaptado en la segunda serie animada; fue dirigida por Ray Goossens y escrita por Greg, un famoso dibujante que se convertiría en editor en jefe de la revista Tintín.
En 1991, una colaboración entre el estudio francés Ellipse y la compañía de animación canadiense Nelvana adaptó 21 de las historias en una serie de episodios. El secreto del Unicornio fue la novena historia de Las aventuras de Tintín que se produjo y se dividió en dos episodios de treinta minutos. Dirigida por Stéphane Bernasconi, la serie ha sido elogiada por ser "generalmente fiel" a los cómics originales, en la medida en que la animación fue directamente adoptada de las caricaturas originales de Hergé.
La película de captura de movimiento de 2011 Las aventuras de Tintín: el secreto del Unicornio, dirigida por Steven Spielberg y producida por Peter Jackson, fue estrenada en la mayor parte del mundo de octubre a noviembre de 2011 y en Estados Unidos el 21 de diciembre de 2011. La película está basada en parte en El secreto del Unicornio y en parte tanto en El tesoro de Rackham el Rojo como en El cangrejo de las pinzas de oro. También se lanzó un videojuego vinculado a la película en octubre de 2011, desarrollado por Ubisoft.